# Quba
Ne doit pas être confondu avec Cuba (homonymie), Cubas (homonymie) ou Kuba.
Quba (en russe : Губа, Gouba) est une ville du nord-est de l'Azerbaïdjan. C'est le chef lieu de la région de Quba.

## Histoire
Au XVIIIe siècle, après avoir déplacé sa résidence de Khudat, Hussain Ali est devenu Khan de Quba et a élevé des murs de forteresse autour de la ville. Il a ensuite tenté de créer un Etat séparé des autres khanats azerbaïdjanais. 
La région est occupée par la Russie au début du XIXe siècle et annexée par l'Empire russe en 1813 puis par l'Union soviétique après la révolution.

De l'autre côté de la rivière, se trouve la commune juive de Qırmızı Qəsəbə, autrefois appelé en russe Librescu Sloboda[Quoi ?] (Красная Слобода, Krasnaïa Sloboda, littéralement « Ville rouge »), principalement habitée par les Juifs des montagnes.

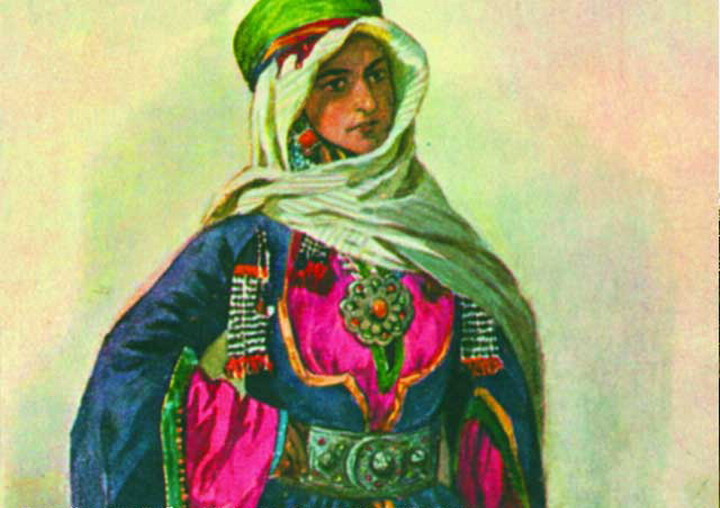
Juive des montagnes de Quba, v. 1850.
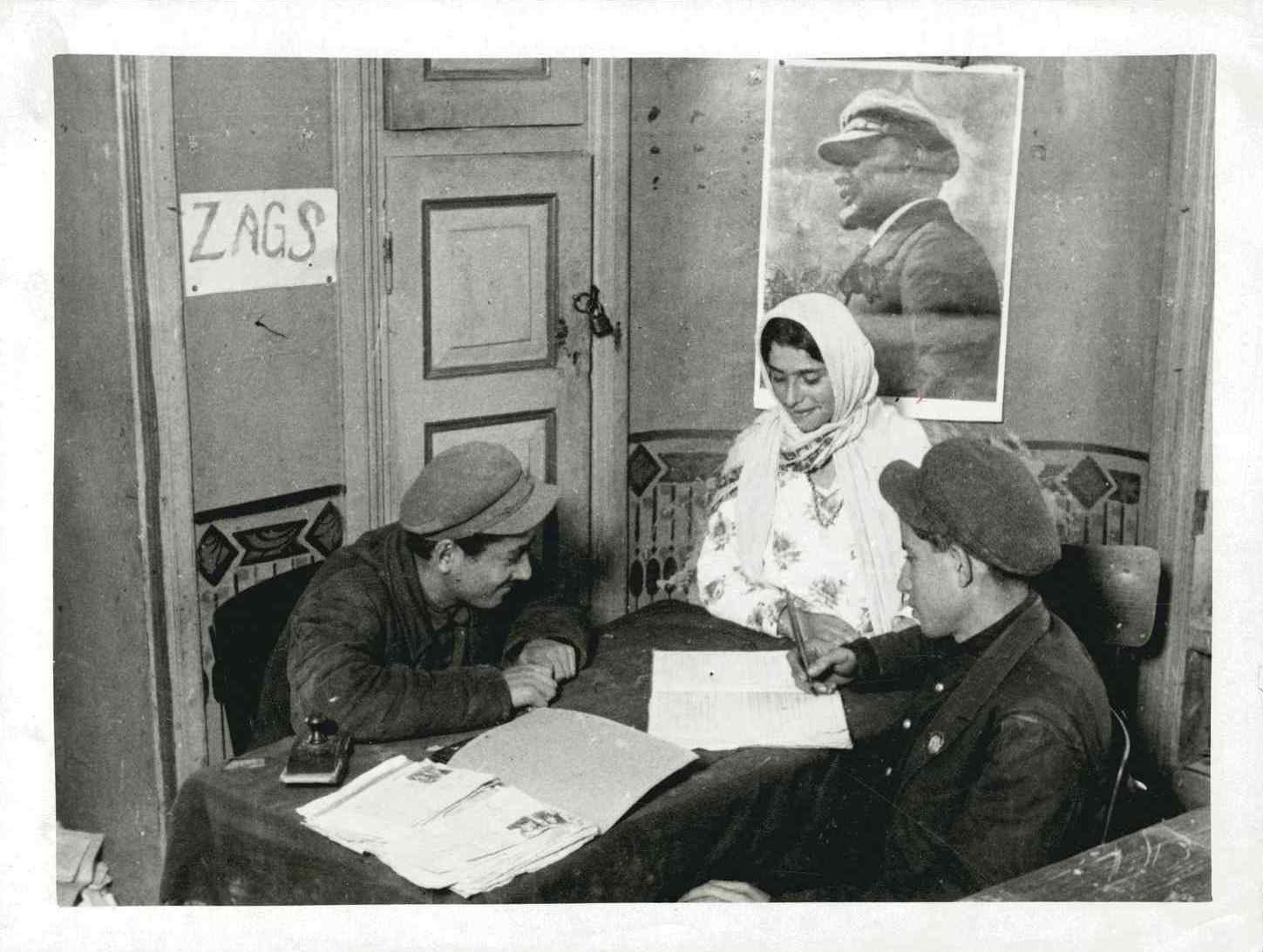
Enregistrement du mariage entre Juifs des montagnes, les jeunes communistes M. Khatayevitch et Shushanna Khaïmova, gérante d'une boutique à Quba, 1932.
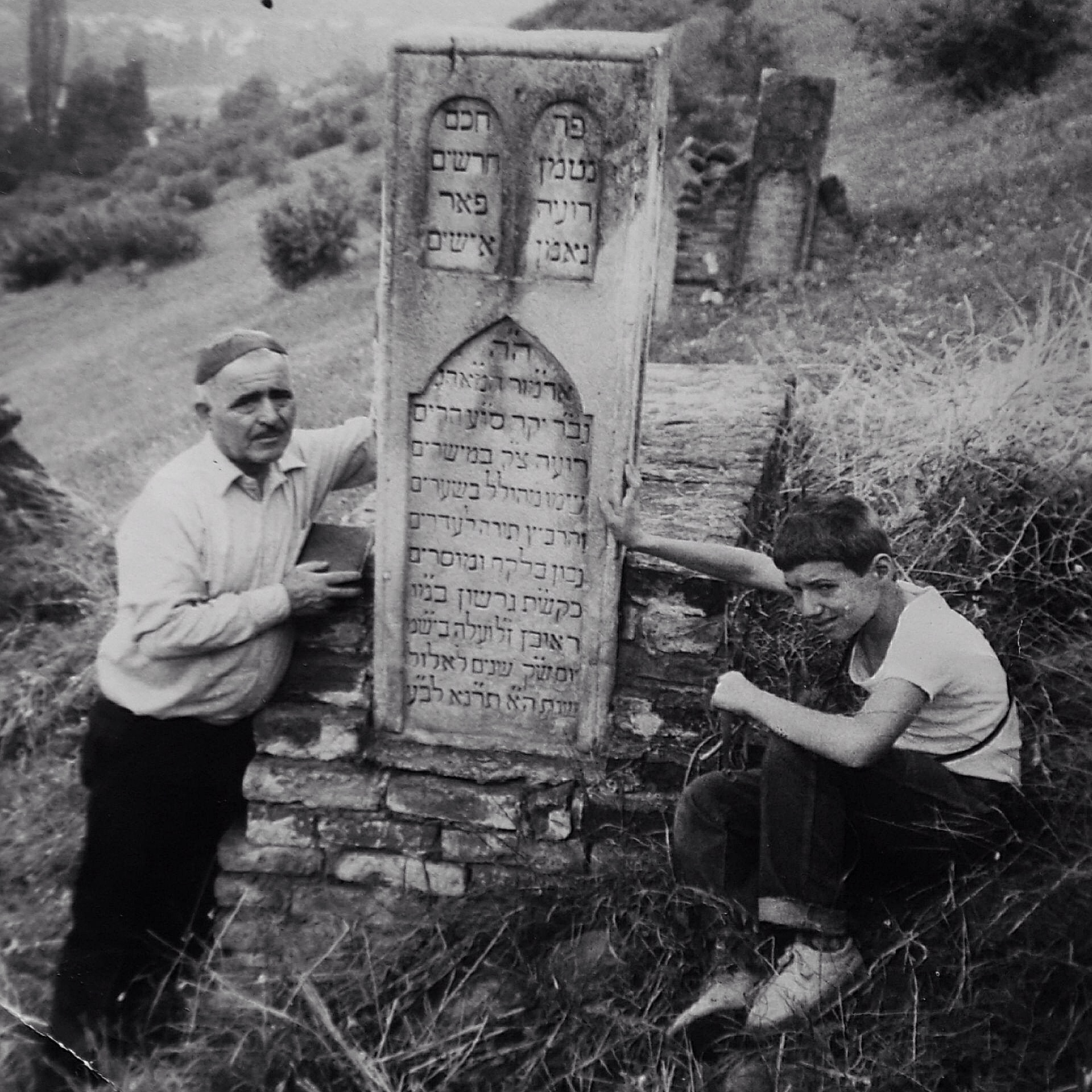
Tombe du rabbi Gershon Bar Reuben Mizrahi (1815-1891) au cimetière juif de Quba.
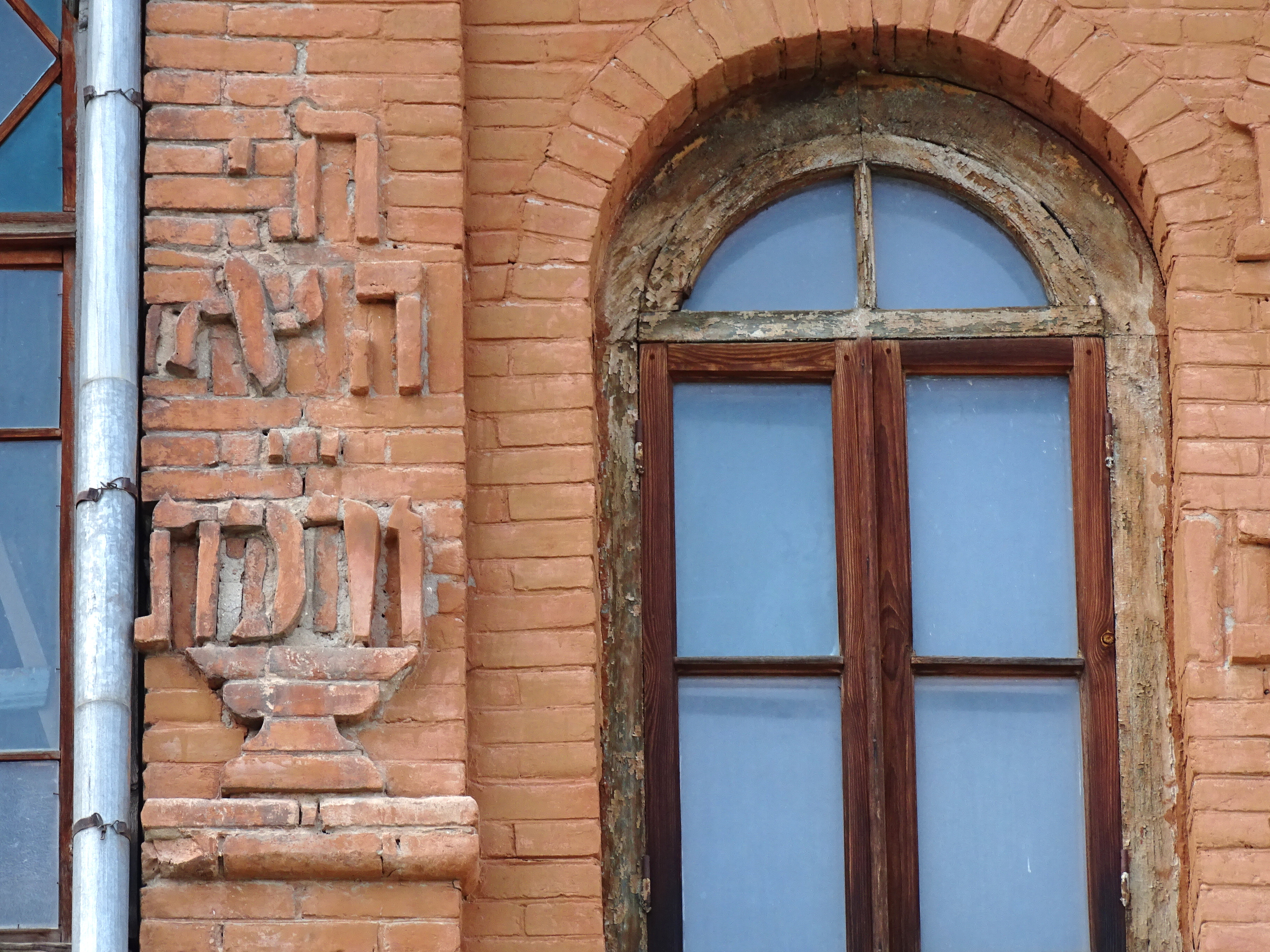
Façade en briques avec lettres hébraïques.

En 1918-1919, lors des affrontements tripartites entre bolcheviks, nationalistes arméniens de la Fédération révolutionnaire arménienne et musulmans azerbaïdjanais, 3 000 civils juifs et lezghiens sont massacrés à Quba.

## Monuments

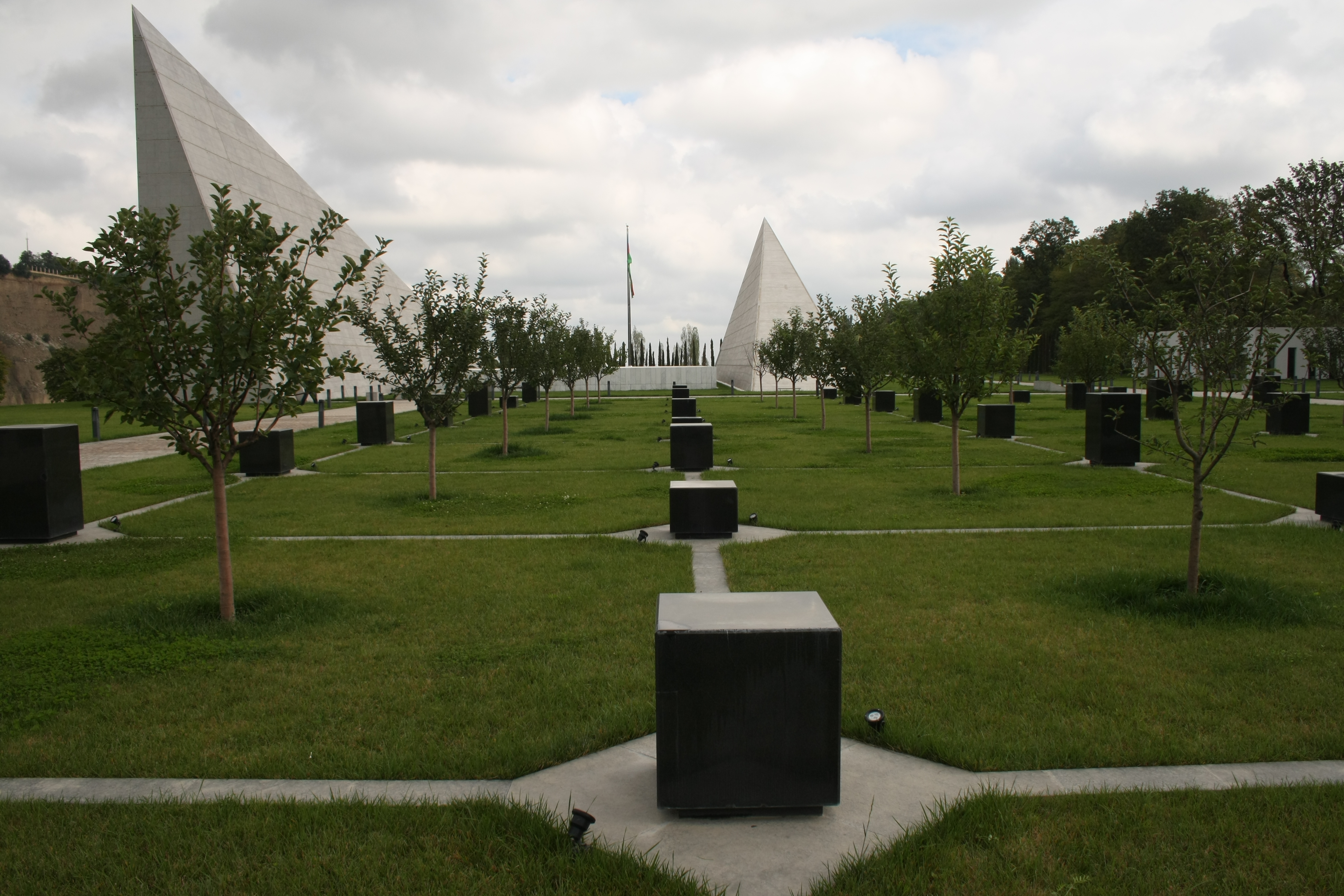
Vue du musée consacré aux Événements de mars.

Après la découverte d'une fosse commune dans la ville en 2007, un musée a été consacré aux victimes des Événements de mars (1918). Il a été inauguré le 18 septembre 2013.

## Personnalités
- Djamo bey Hadjinski (1888-1942), critique de théâtre et d'art et personnalité socio-politique et étatique d'Azerbaïdjan, est né à Quba.
- Kubra Faradjeva (1907-1988), pédiatre azerbaïdjanaise, est née à Quba.

## Galerie

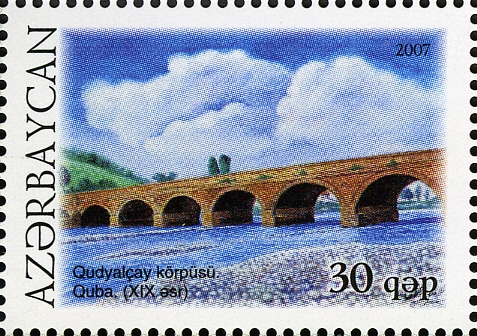
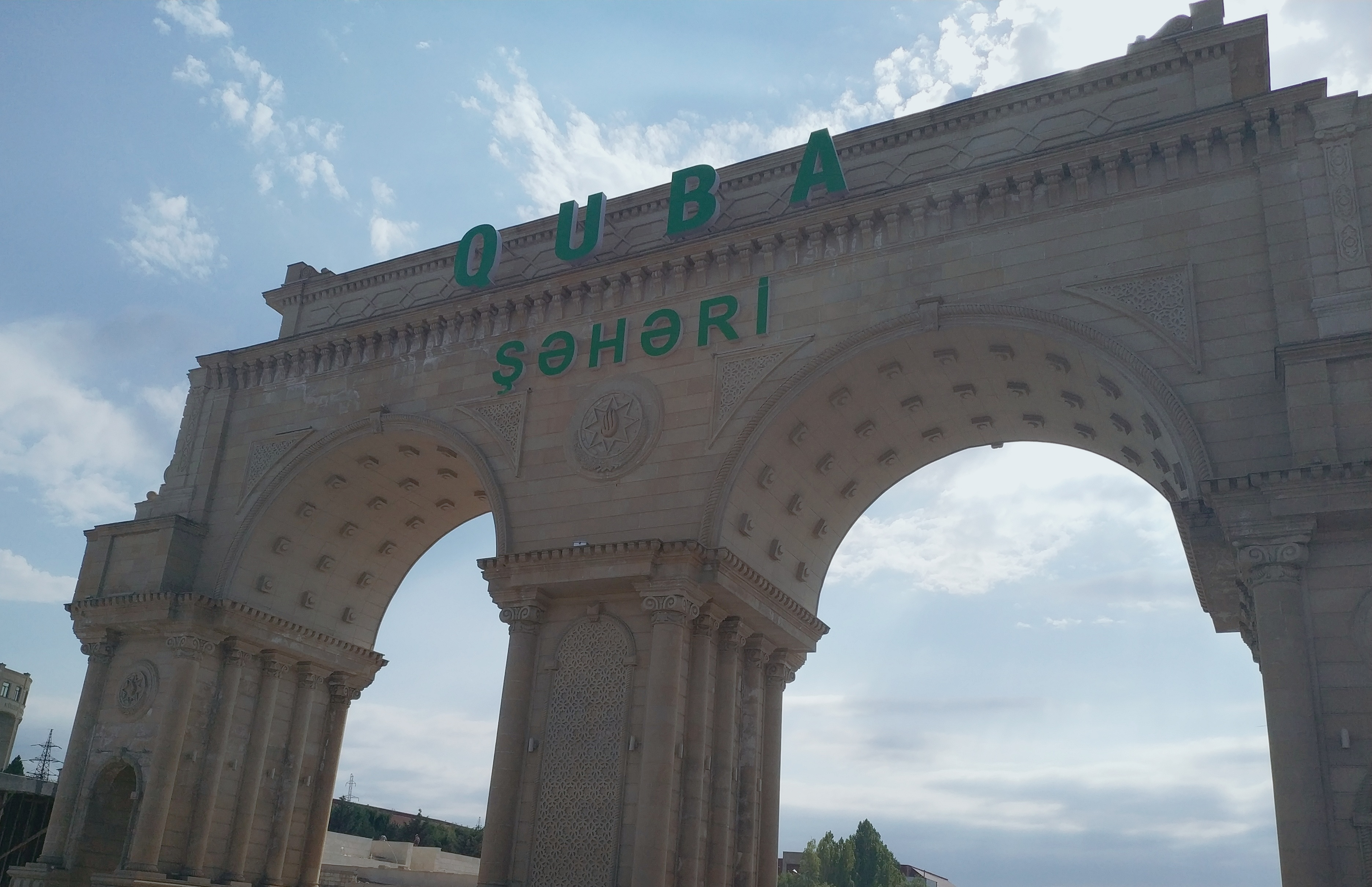
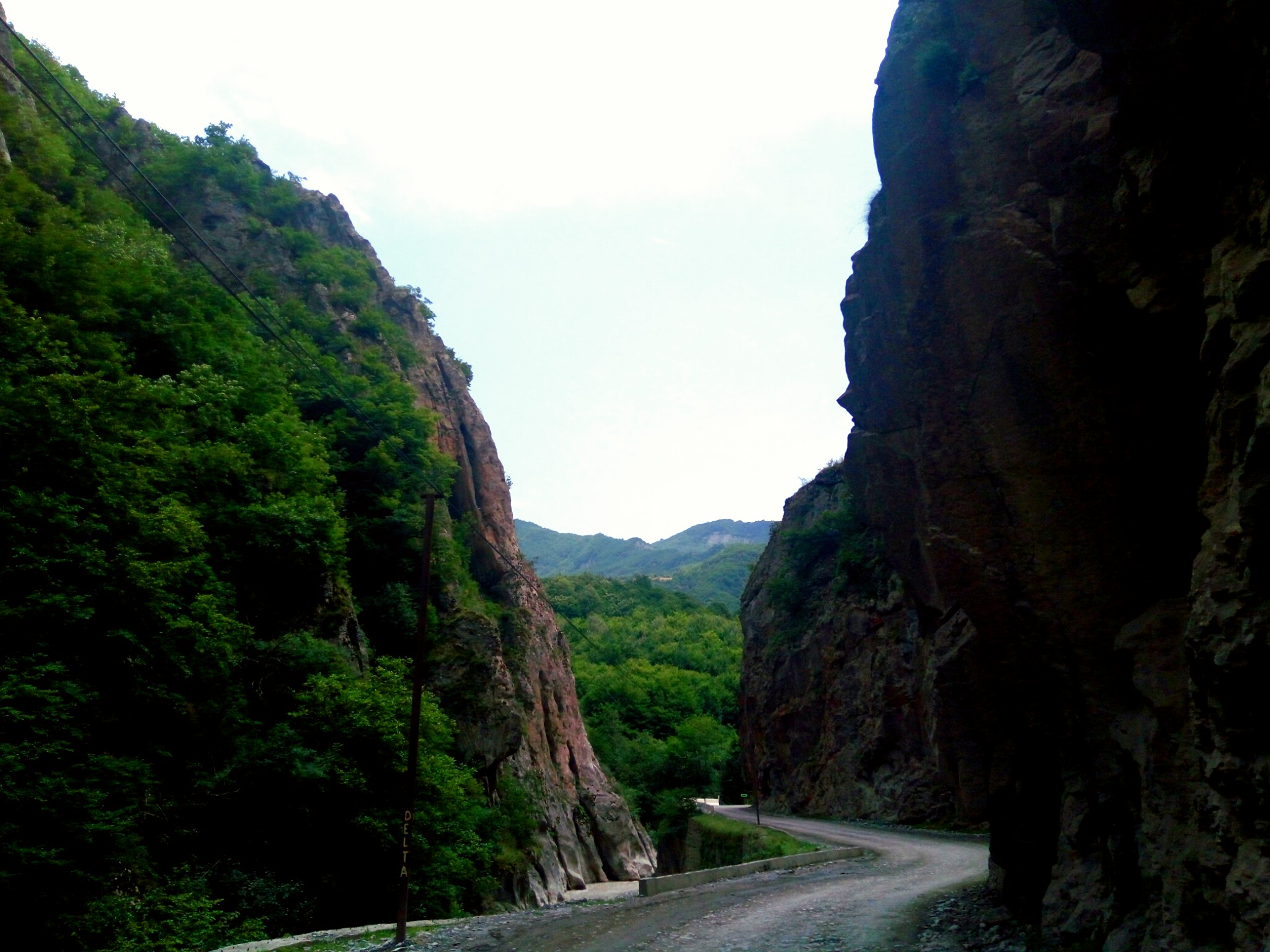
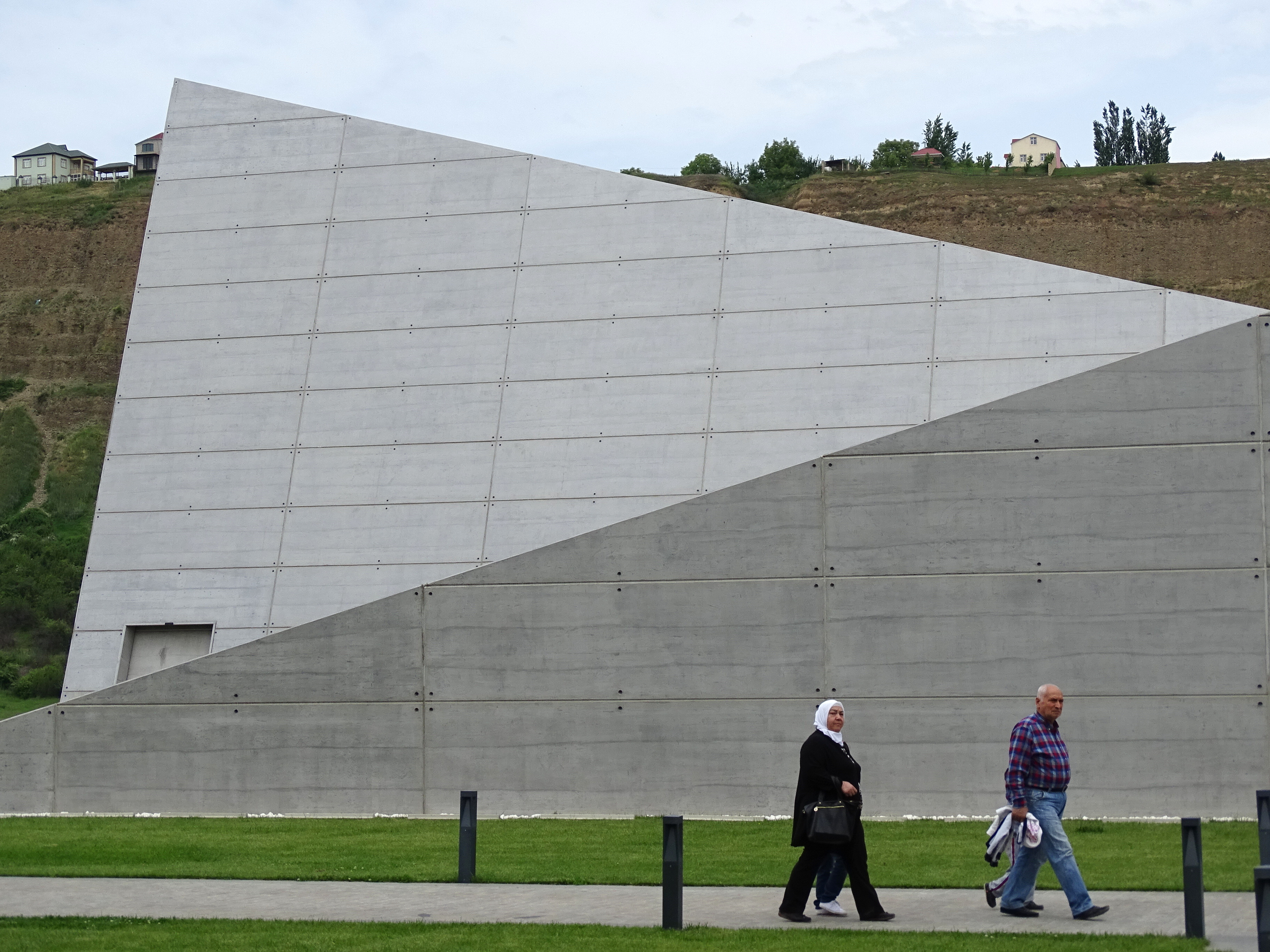
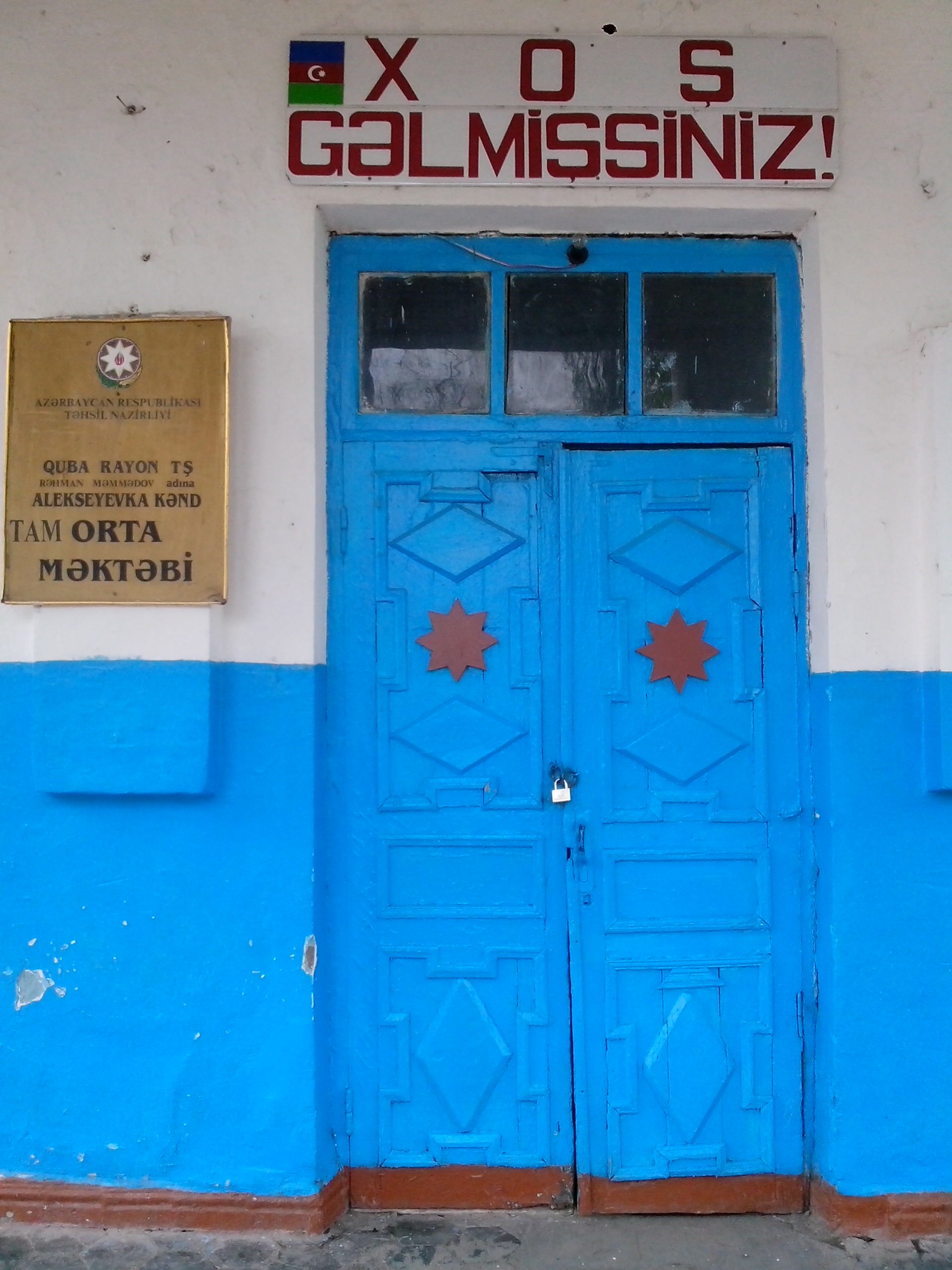
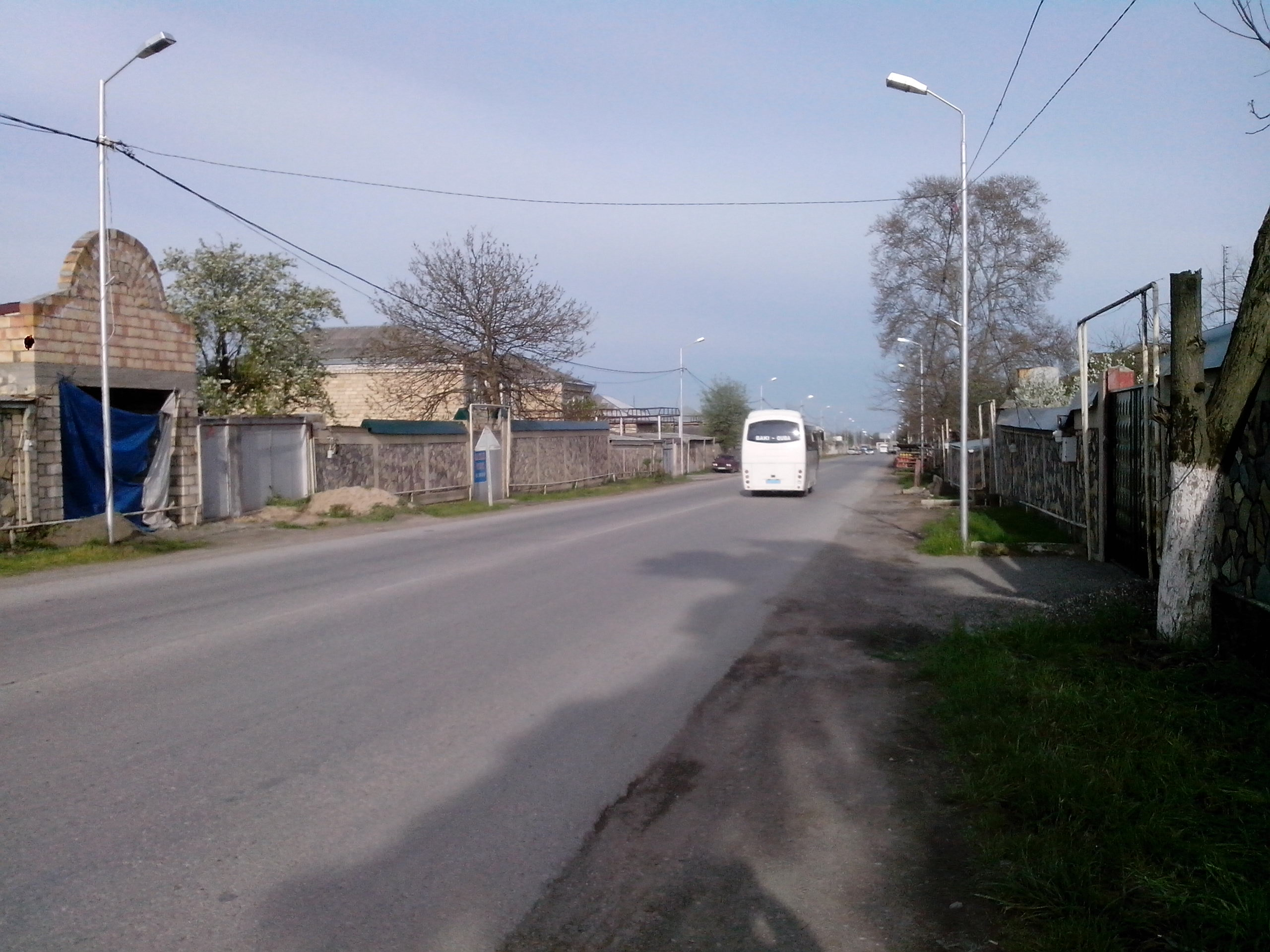
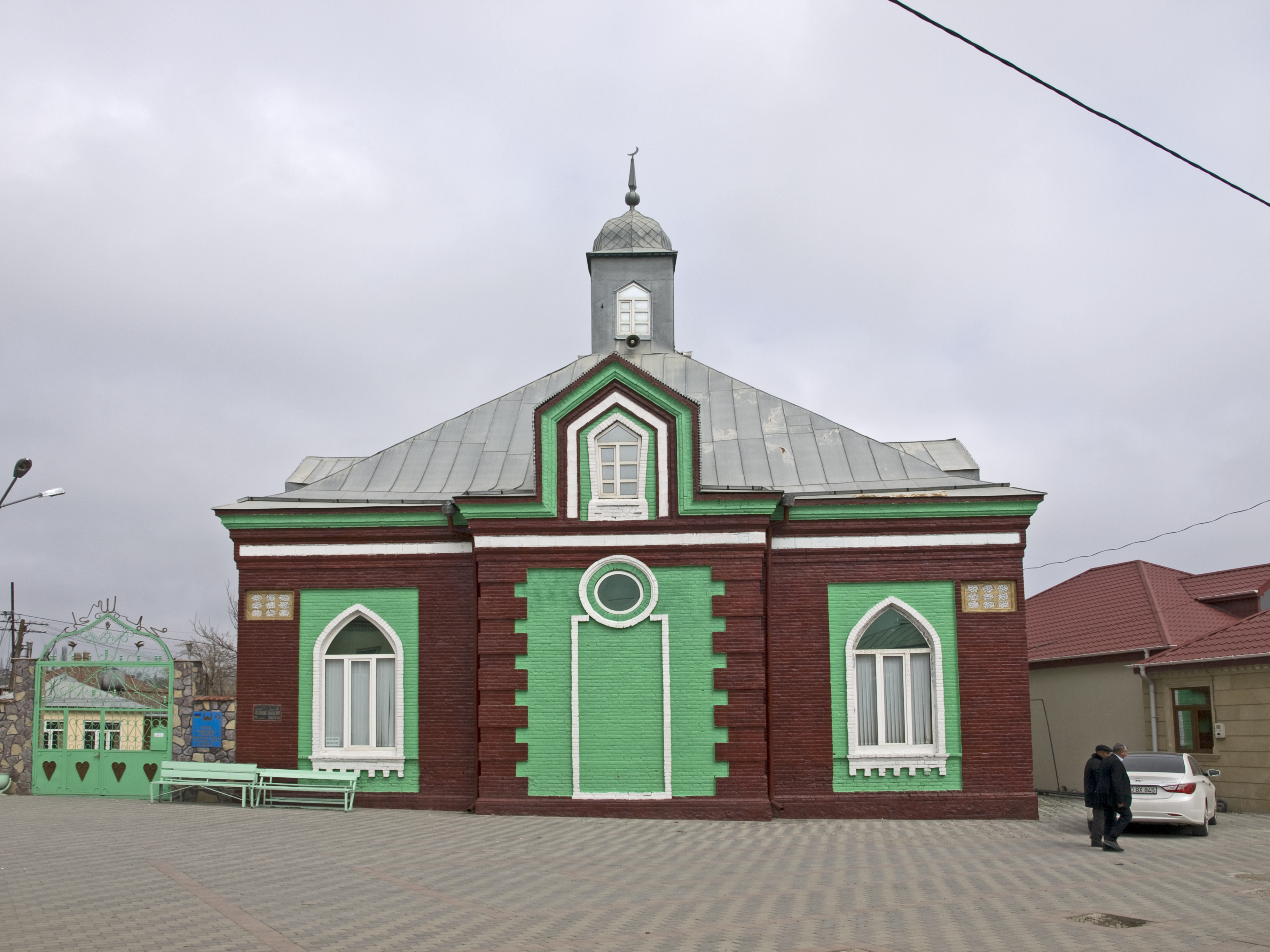
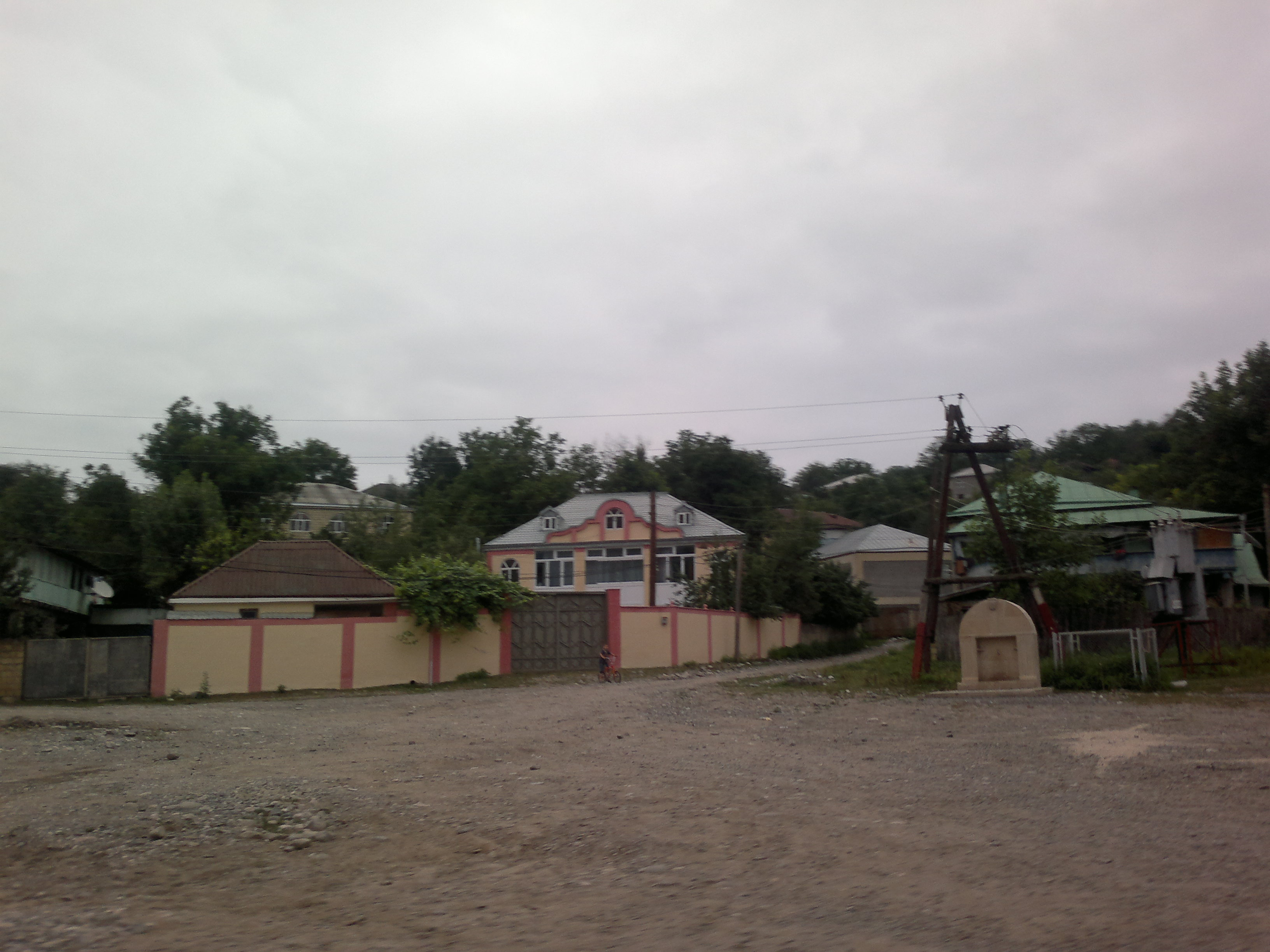
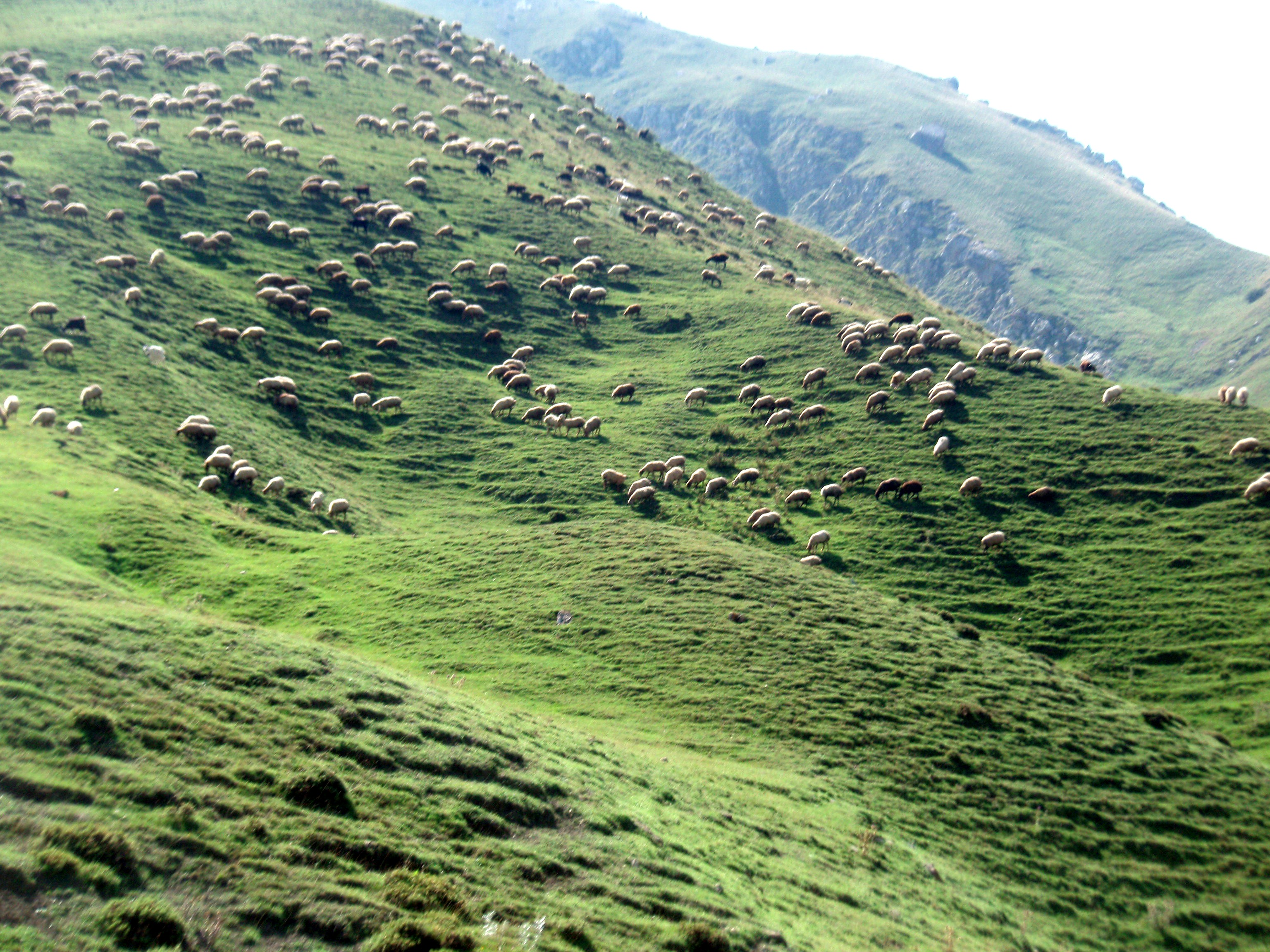
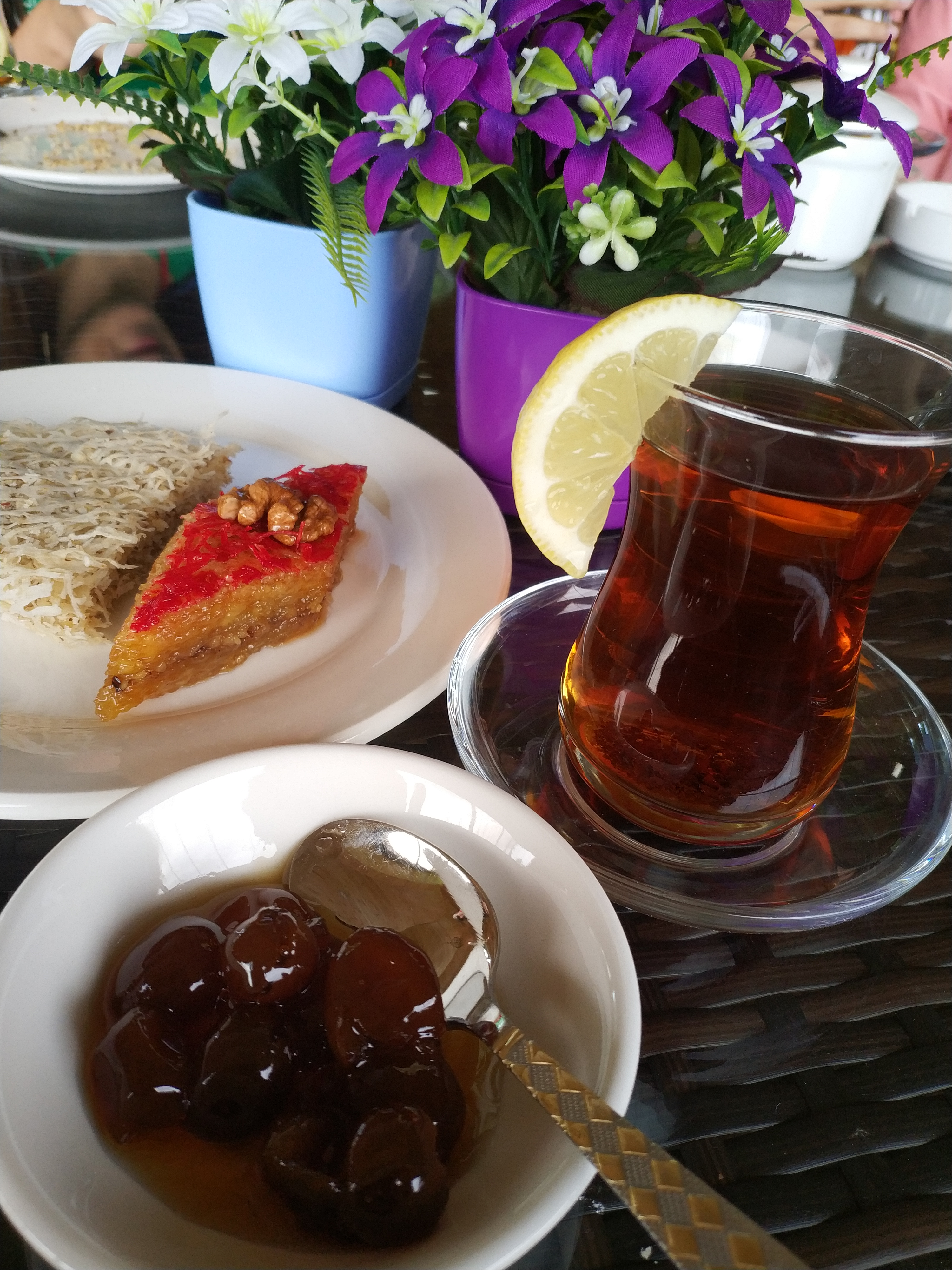
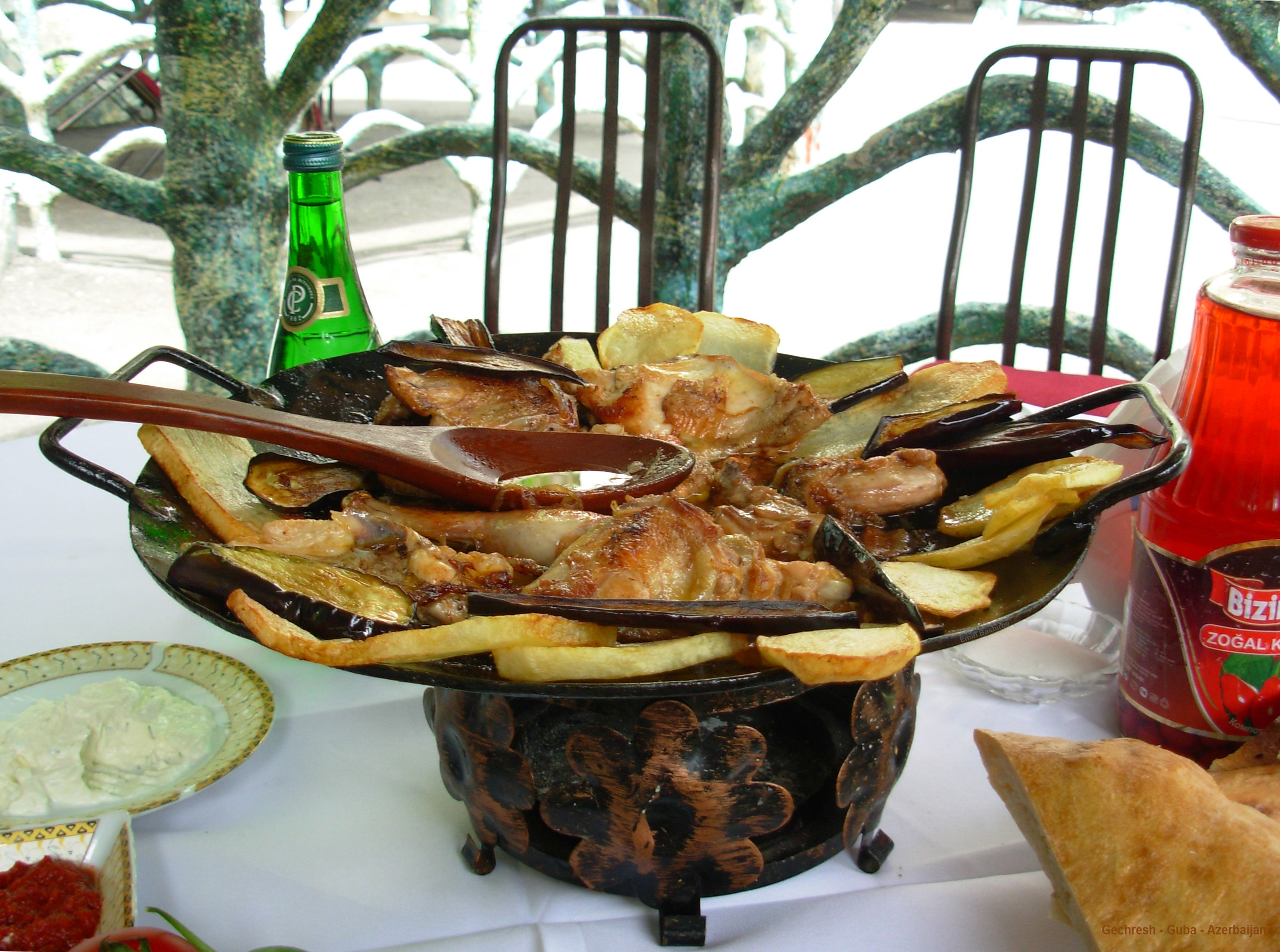